# ヨンドゥ・ウドンタ
ヨンドゥ・ウドンタ（Yondu Udonta）は、マーベル・コミックが出版するアメリカン・コミックスに登場するキャラクターである。
アース691のオリジナルのヨンドゥは、“ガーディアンズ・オブ・ギャラクシー（オリジナル）”の創設メンバーで、後頭部から背中にかけて突き出た大きな赤いひれを持つ青い肌の男性として描かれている。

## 発行履歴
ヨンドゥのアース691バージョンは、『マーベル・スーパーヒーローズ』第18号（1969年1月）で初登場した。ロイ・トーマスによると、“ガーディアンズ・オブ・ギャラクシー”（オリジナル）はすべてアーノルド・ドレイクとスタン・リーの間の会議で作成されたが、個々のキャラクターがドレイク、リー、またはその両方によって作成されたかどうかは不明と答えている。作家スティーブ・ガーバーは、『Marvel Two-In-One』第4〜5号（1974年7月〜9月）、『ジャイアントサイズ・ディフェンダーズ』第5号、『ディフェンダーズ』第26〜29号（1975年7月〜11月）、及び『Marvel Presents』第3〜12号（1976年2月〜1977年8月）などの作品でガーディアンズを復活させた際に、ヨンドゥもチームの一員として登場させた。
ヨンドゥは2014年のシリーズ『Guardians 3000』にオリジナルのガーディアンズのメンバーと共に登場した。作家ダン・アブネットは彼を「チームの“本能”」と表現した。
ヨンドゥのアース616バージョンは『スター・ロード』第2号に初めて登場し、サム・ハンフリーズとジャヴィア・ガーロンによって創造された。

## キャラクター経歴

### アース691
ヨンドゥ・ウドンタは、太陽系外にある惑星“ケンタウリIV”の先住民でザトアン族の一員である。彼は30世紀後半に生まれ、ハンターとして機能している。人間によって最初の植民地惑星とされたケンタウリIVの人々は、西暦2940年に到着し始めた地球植民者との接触から逃げていた。
西暦3006年に時代遅れの宇宙船でケンタウリⅣに着陸した地球の宇宙飛行士ヴァンス・アストロと出会ったヨンドゥは彼を攻撃するが敗北。しかしこのヨンドゥの行動は違法だったので、ヴァンスはこのことを秘密とし、他のエイリアン種族である“バドゥーン人”がその年の後半にケンタウリⅣを侵略した際にヨンドゥはヴァンスと協力。一度2人で捕らえられて地球に連れて行かれ、ケンタウリⅣは西暦3007年に征服された。彼らは後に脱出し、チャーリー27やマルティネックスとチームを組み、“ガーディアンズ・オブ・ギャラクシー”を結成してバドゥーンと戦った。
7年後の3014年、ガーディアンズは太陽系のバドゥーンの前哨基地を攻撃した。ガーディアンズは過去へタイムトラベルし、ベン・グリム/シング、スティーブ・ロジャース/キャプテン・アメリカ、シャロン・カーターとチームを組み、バドゥーン軍からニューヨークを奪還した。西暦3015年、ガーディアンズは20世紀へタイムトラベルし、“ディフェンダーズ”と共に西暦3015年に戻り、後にスタカー・オゴルド/スターホークに出会った。
再びタイムトラベルしたヨンドゥたちガーディアンズは、ソーとチームを組んでコルバックらと戦い、アベンジャーズも支援した。西暦3017年、ヨンドゥとガーディアンズは失われたキャプテン・アメリカの盾の探索に出かけた。それからヨンドゥは右手を砕かれ、マルティネックスによってバイオニック装置に置き換えられた。ヨンドゥはその後、虐殺されたと思われていたケンタウリIVの住民が故郷で生き残ったと知り、ガーディアンズを去ることを決意すると、ヨンドゥはガーディアンの高度な医療技術を使った右手の再生を受け入れ、チームを去った。

### アース616
ヨンドゥのアース616バージョンは、作家サム・ハンフリーズによって「オリジナルのガーディアンズ・オブ・ギャラクシーとガーディアンズ3000の極めて偉大な祖父」とされた。このアースにおけるヨンドゥは宇宙海賊である“ラヴェジャーズ”のリーダーである。ヨンドゥは、宇宙で船が故障して座礁していた際に、ピーター・クイルを見つけた。しかしクイルが彼らの船を盗もうと乗組員全員を出し抜くと、ヨンドゥはクイルと対決し、その末に彼からラヴェジャーズ加入の意思を聞かされた。クイルがホームレスの孤児であることを知ったヨンドゥは、彼を宇宙船の清掃員としてラヴェジャーズの船に留まることを許可した。ここからクイルができる限りのことを学ぶと、ヨンドゥは彼を正式なラヴェジャーと認めた。

## 能力・武装

### 能力
惑星ケンタウリIVの先住民の一人として、ヨンドゥは他の高等生物から下等生物まで通じ合える限定的な共感関係を可能にする直感的・神秘的な「第六感」を持っており、他者と共感することで精神にイメージを投影することや、自然の力と交流することで、自分の内なる強さを補充と力の回復もできる。
平均以上のケンタウリIVの先住民の中でも強力な部類に入るヨンドゥは、平均的な人間の男性よりもわずかに高い強さと持久力、ケンタウリⅣの原住民の社会的、宗教的習慣についての幅広い知識を有し、ハンターとしてもアーチャーとしても熟練の白兵戦闘員であり、 4オクターブで吹く口笛によって、抜群の弓術を披露する。また、ケンタウリ語だけでなく、なんとか習得した英語をそれほど長い時間でなければ話し続けられる語学力も持つ。

### 武装
シングルカーブの弓と、ケンタウリIVでしか見られない特別な音に敏感な金属“ヤカ”で構成された矢を使用する。長さ15cmで非常に柔軟なヤカの矢は、一部のケンタウリ人が発することができる特殊な高オクターブのホイッスル音に応じて、実際にその軌道を変えることができる。ヨンドゥは矢をコントロールするのがとても巧みで、矢を手に戻したり、群衆の中を触れることなく織り通したりすることができる。
ヨンドゥの右手は一時期、バイオニック装置に置き換えられた。この装置は、アーチェリーの練習や、物を右手でつかむことができなくなった代わりに、ピム粒子によって拡大・縮小させたメイス、手斧、鎌、有刺鉄線の槍など、多くの武器の収納・取出しができる。しばらくして、右手は元の手の複製に置き換えられた。

## MCU版
『マーベル・シネマティック・ユニバース』（MCU）ではマイケル・ルーカーが演じる。日本語吹替は立木文彦が担当。

### キャラクター像
宇宙海賊“ラヴェジャーズ”の一部隊のリーダーである“ケンタウリ人”の壮年男性。かすれ声で話す粗野な親分肌で独善家だが、幼かったピーター・クイル/スター・ロードを育てた人物でもあり、事情を知らない彼からは恨みを抱かれているものの、義理の親子のような間柄である。そのため時にはクイルと口喧嘩をし、彼が背信行為をとると子分らの前で力ずくで戒めることもあるものの、穴埋めになる話を持ちかけて来れば笑って許してしまうくらいに内心ではクイルを息子同然に見ており、彼に対する態度が甘すぎると子分の一部から批判されたり、地球のフィクションのキャラクターの詳細を誤解したまま自分に当てはめて発言することまであるほど実際には単純な人物で、“エクレクター号”の艦長席のダッシュボードにファンシーグッズコレクションを並べるなど、アウトローらしからぬ顔も見せる。若い頃は両親に捨てられ、20年間もの間“クリー”の欲深い奴隷戦士だった。
その後スタカー・オゴルドたちと共にラヴェジャーズ（初代）の一員となったものの、銀河中にいるエゴの子どもたちを捕らえ、彼に引き渡して報酬を得ていたことがあり、クイルの拉致もその活動の一環だったが、エゴの野望を知るとクイルの身柄を引き渡さず、エゴと袂を分かった。しかし、この経緯が露呈して掟に反したとしてラヴェジャーズから除名されていた。

### 『ホワット・イフ...?』版
正史の宇宙（“アース616”）とは別の宇宙に住むヨンドゥの“変異体”。
ヨンドゥ・ウドンタ（アース21818）
“アース21818”におけるヨンドゥ。基本的なキャラクター像は正史の彼とほぼ同等だが、1988年にエゴから引き受けた彼の子どもの拉致を出来が悪いクラグリン・オブフォンテリとテイザーフェイスに任せていたが、彼らに誤って拉致された幼いティ・チャラの胆力と好奇心を気に入ったことから彼をラヴェジャーズに引き込んで義理の息子と認めて活動しており、成人したティ・チャラ/スター・ロードの人間性でラヴェジャーズと共に宇宙海賊から義賊に転向し、前歯の数本を欠損せずに保っているなどの差異がある。そんなティ・チャラとは、その善行を評価するほどの仲を築いているものの、彼の故郷と家族が滅んだとティ・チャラに嘘を吹き込んで彼を立派なラヴェジャーズの一員に仕立てようとした独善的な一面も持っている。
ヨンドゥ・ウドンタ（アース72124）
“アース72124”のヨンドゥ。基本的なキャラクター像は不明だが、パーティー・ソーの友人のパーティー・ピープルである。

### スキル
愛用する後述の“ヤカの矢”一本を口笛で遠隔操作して周囲の敵群を一掃する技量と、“Mシップ”や“レーザー・ドリル”などの宇宙船も巧みに操縦できるほどの高いパイロット能力を持つ。また、クイルが“ガーディアンズ・オブ・ギャラクシー”を結成してラヴェジャーズを本格的に脱退しても、彼らの宇宙船の“ミラノ号”に発信器を密かに取り付けて監視の目を絶たないなどの狡賢さも有している。

### ツール
ヤカの矢
ヨンドゥが愛用する“ヤカメタル”製の一本の矢。右腰のホルダーで携行し、ヨンドゥが口笛を吹くことで宙に浮き、ヨンドゥの非常に洗練された矢捌きによって高速で舞いながら敵を射抜く。
ヨンドゥの死後にはクイルによってクラグリン・オブフォンテリへ受け継がれる。
フィン
ヨンドゥの頭頂部に埋め込まれている、ヤカの矢のコントローラー。
このほかにも、“エゴの星”でクイルを救う際には、ロケットから託された“エアロ・リグ”も使用した。

### 描写
『ガーディアンズ・オブ・ギャラクシー』
本作でMCU初登場。
“オーブ”を求めて惑星“モラグ”に出向いたが、先を越していたクイルが抜け駆けでオーブを持って行方を眩まし、彼への呼びかけも拒否されると、クイルに4万ユニットの懸賞金をかけ、自身らも追跡を開始。惑星“ザンダー”でブローカーを脅迫してクイルの行き先を聞き出して“ノーウェア”に赴き、後にガモーラを救うために自分から捕まった彼へ矢を向けるが、オーブを取り戻して儲けようと持ちかけられて一転。ロナン・ジ・アキューザーに挑むため、ラヴェジャーズ総員でガーディアンズとの共闘を決意した。
自らもMシップを駆って出撃し、ロナンの“ダーク・アスター”に攻撃を開始して自機を撃墜され、包囲してきた大勢の“サカアラン兵”から「（ダーク・アスターに挑む“ノバ軍警察”を）ラヴェジャーズに攻撃させろ」と迫られるも、そんな敵群をヤカの矢で難なく一掃した。
ガーディアンズがロナンを打倒すると、素早くクイルの元に駆けつけ、約束通りオーブを渡すように要求するが、同じデザインの別物のオーブを手渡され、それに気付かないままその場を撤退。物語のラストでは、クイルの言いつけを無視してオーブを開け、現れたトロールの人形を目にし、結局彼に欺かれたにもかかわらず笑みを浮かべる。
『ガーディアンズ・オブ・ギャラクシー:リミックス』
本作では、前述の過去が明かされる。惑星“コントラクシア”で部下たちと過ごす中で、出会したスタカーにラヴェジャーズの掟に反した過去を詰め寄られて彼と揉めた後、アイーシャからガーディアンズの捕縛と“アニュラックス電池”の奪還を依頼され、惑星“ベアハート”でロケットを包囲した。だが電池だけ奪って済ませようとするや、クイルに甘いと非難したテイザーフェイスやクラグリンら部下の半数にクーデターを起こされ、ネビュラにも撃たれてしまった。
一時は失意に落ちて投獄されたが、グルート&ロケットや忠誠を取り戻したクラグリンの協力で試作型のフィンを得て逆襲し、反旗を翻したテイザーフェイスらを反撃の隙さえ与えずヤカの矢で瞬殺すると共にエクレクター号を大破させ、“クオドラント3”で離脱した。そしてロケットと口論しながらも意気投合。クイルを救うべくエゴの星へ赴いて到着すると、ガーディアンズたちと共闘し、エゴやその場に乱入してきたソヴリン艦隊に挑んだ。
窮地に陥りつつも、エゴの星が崩壊を始めるとロケットから託されたツール一式を駆使して、エゴの星から逃げ遅れたクイルを抱えて星から脱出。宇宙空間に出たところでクイルに1つしかなかった宇宙服を与え、「俺みたいなろくでなしがいい息子を持てたぜ」と彼にメッセージを残して窒息、息を引き取る。
自らの生命と引き換えにクイルを救ったその最期にガーディアンズたちは涕涙し、それを知ったスタカーたちラヴェジャーズ全隊によってラヴェジャーズ式の葬儀が行われた。
『ホワット・イフ...?』
シーズン1
第2話
本作では、アース21818におけるヨンドゥが登場。
2008年、モラグに赴き、オーブとコラスを回収して大勢のサカアラン兵に包囲されたティ・チャラの合図を受けると、遅れてヤカの矢を放って敵を一掃し、ティ・チャラと“マンデラ号”に乗り、モラグを後にした。
コントラクシアに赴き、アイアン・ロータスでラヴェジャーズの仲間たちや、駆け付けたサノス&ネビュラとこれまでの活躍などの話題で盛り上がった後に、タニリーア・ティヴァン/コレクターから“エンバーズ・オブ・ジェネシス”を盗むためのミーティングを行うが、銀河で勢力を伸ばすティヴァンに挑みたくないと一度は拒否した。しかし、ティ・チャラの意向を渋々承諾して、皆と共にはノーウェアへ向かった。
現地に着くと、事前に立てた作戦に従い、ティヴァンと対面するが、同伴したネビュラの裏切りに遭って仲間たち諸共投獄され、更に前述の嘘を知ってしまったティ・チャラから怒りの矛先を向けられて「過去なんて牢獄」・「お前の居場所はここ」と説くも彼との関係に亀裂が生じてしまう。しかし、ティ・チャラとの作戦で裏切ったふりをしつつエンバーズを入手したネビュラに解放され、“ブラック・オーダー”の追跡から脱出しようとするも、ティヴァンに戦いを挑んで追い詰められたティ・チャラの元に駆けつけ、「何があろうと俺は息子を見捨てねえ」と断言して参戦。彼との連携攻撃で囮役をやらされるも、その結果ティヴァンに勝利し、彼のコレクションの1つであったワカンダの宇宙船にティ・チャラと同じく連れ出した宇宙犬のコスモと同乗して、蔦に覆われたノーウェアからの脱出に成功した。
ティ・チャラと仲直りすると、「この銀河はどこだって居場所になる」・「問題は“どこに居たいか”だ」と彼を励まし、それを受けたティ・チャラの望みで、地球のワカンダへのラヴェジャーズ一丸となって訪問。ヨンドゥたちを“今の家族”としてティ・チャカたちに紹介され、会食が始まると、ティ・チャカからティ・チャラが宇宙船に連れて行かれた経緯を訊かれて口に含んだ飲み物を勢いよく吹いてしまうほど困惑したが、ティ・チャラがすかさず「迷子になった私をヨンドゥが見つけて連れて行ってくれた」と説明したことで安堵する。
第7話

## その他のメディア

### テレビアニメ
- 2015年の『ガーディアンズ・オブ・ギャラクシー』や、『LEGOマーベル/ガーディアンズ・オブ・ギャラクシー サノスの脅威』において、MCUの外見に基づくヨンドゥが登場し、ジェームズ・アーノルド・テイラーが声をあてた[21][22][23]。

### ビデオゲーム
- ヨンドゥは『ディズニー インフィニティ2.0』でプレイヤーキャラクターとして登場し[24]、クリス・エドガーリーが声をあてた[25]。
- ヨンドゥは『マーベル・フューチャーファイト』や[26]、『マーベル：アベンジャーズ・アライアンス2』[27]、『Marvel Contest of Champions』や『マーベル・パズルクエスト[28][29]にも登場した。
- 『LEGO マーベル スーパー・ヒーローズ 2』においてMCUの外見に基づくヨンドゥが登場した[30]。
- 『Guardians of the Galaxy: The Telltale Series』に登場したヨンドゥは、マーク・バーボラックが声をあてた[31]。